# Malabon

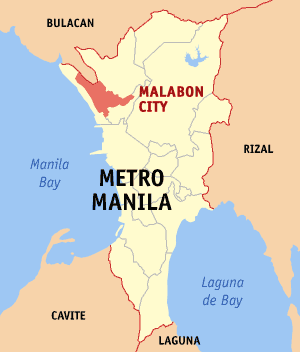
Malabons läge i regionen Metro Manila

Malabon (officiellt City of Malabon) är en stad på ön Luzon i Filippinerna. Den ligger i Metro Manila och har 338 855 invånare (folkräkning 1 maj 2000).
Staden är indelad i 21 smådistrikt, barangayer, varav samtliga är klassificerade som tätortsdistrikt.